# Adversity
Adversity är en singel av Loosegoats, den första och enda från albumet Plains, Plateaus and Mountains.

## Låtlista
1. "Adversity" - 4:31
2. "Palace of Dynasty" - 4:09